# 마블 케이크

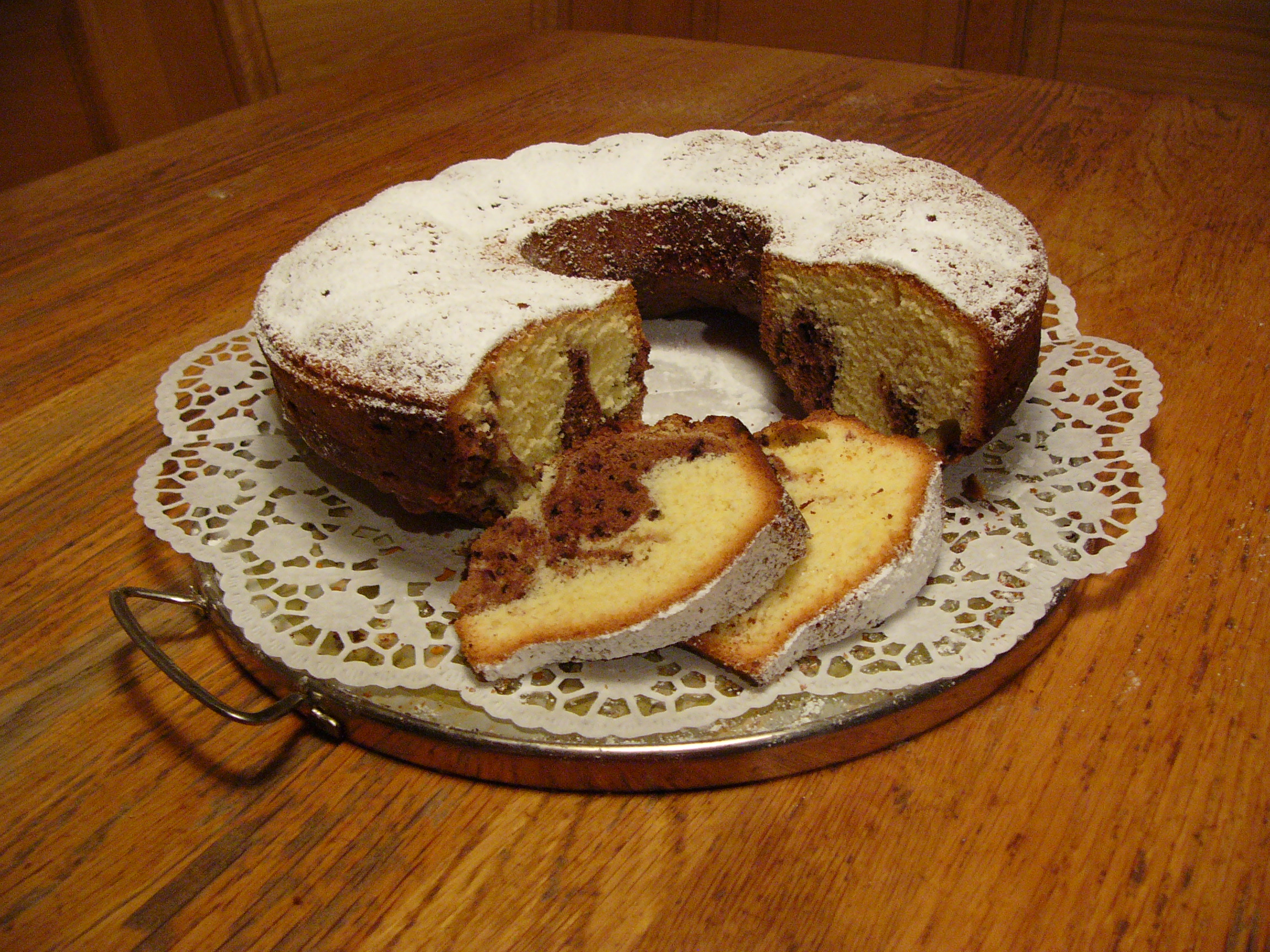

마블 케이크(Marble cake, 독일어: Marmorkuchen, de) 또는 마르모어(de직역: '대리석')는 대리암처럼 줄무늬나 얼룩덜룩한 모양을 내기 위해 밝은 반죽과 어두운 반죽을 아주 가볍게 섞어 만든 케이크이다. 얼룩말 무늬 때문에 얼룩말 케이크라고도 불린다. 바닐라와 초콜릿 케이크를 섞은 것일 수도 있으며, 이 경우 주로 바닐라 맛에 초콜릿 줄무늬가 있다. 다른 가능성으로는 딸기 또는 다른 과일 맛, 또는 (특히 대리석 무늬의 커피 케이크에서) 계피 또는 다른 향신료가 있다.

## 역사

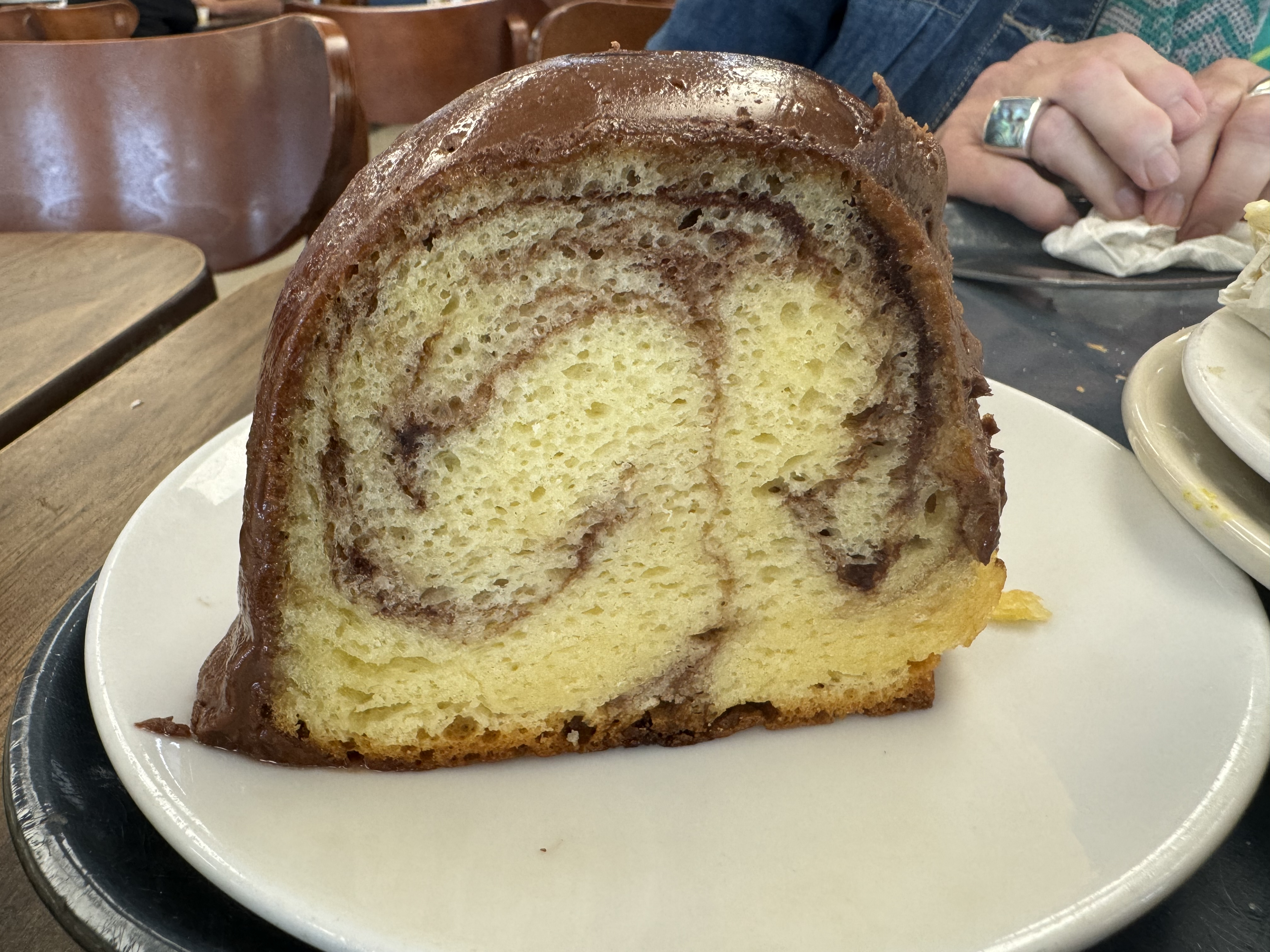
번트 틀에 구워진 마블 케이크를 잘라 내부의 대리석 무늬를 보여주는 모습

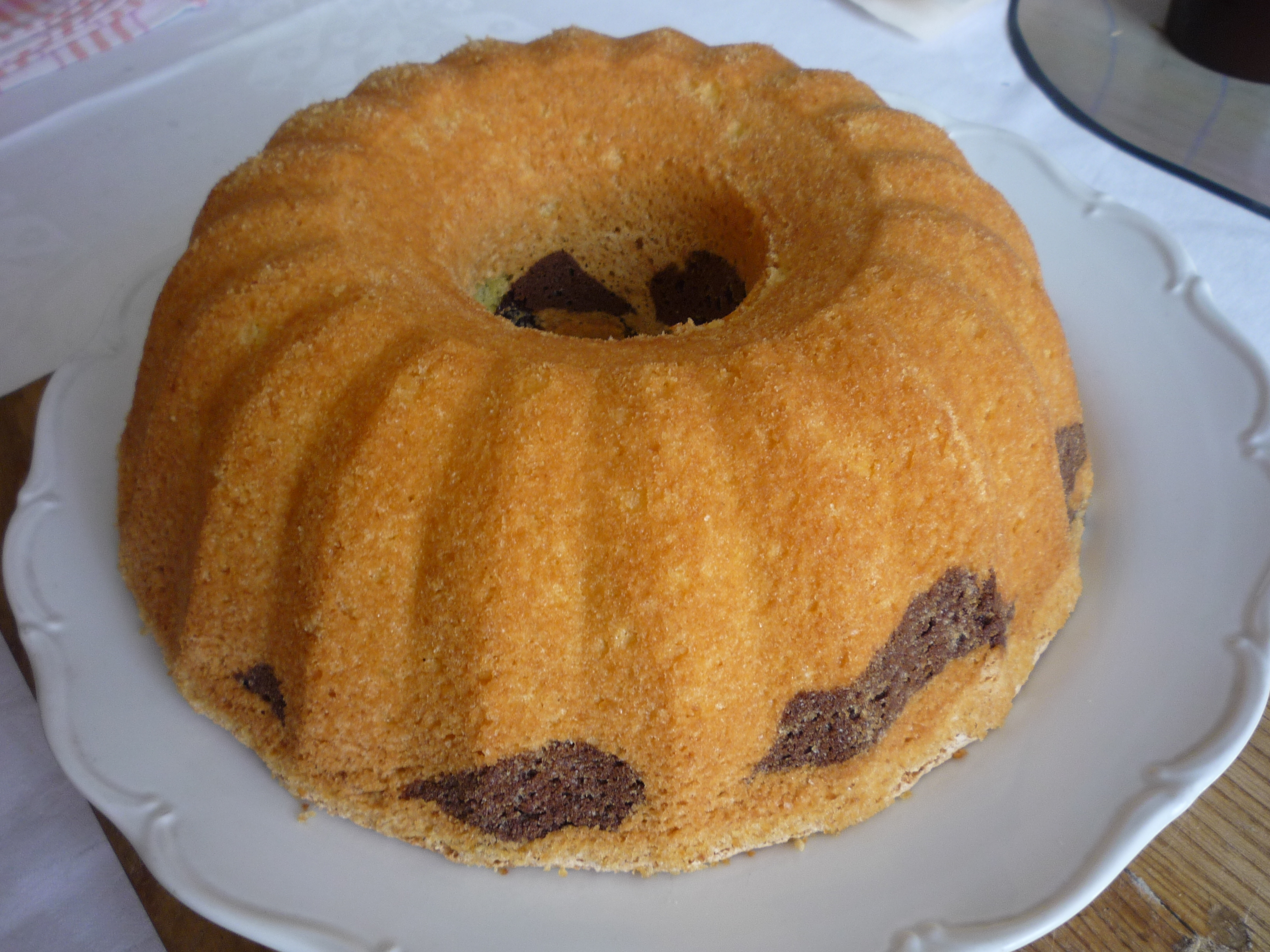
케이크를 자르기 전에는 내부 패턴이 보이지 않을 수 있다

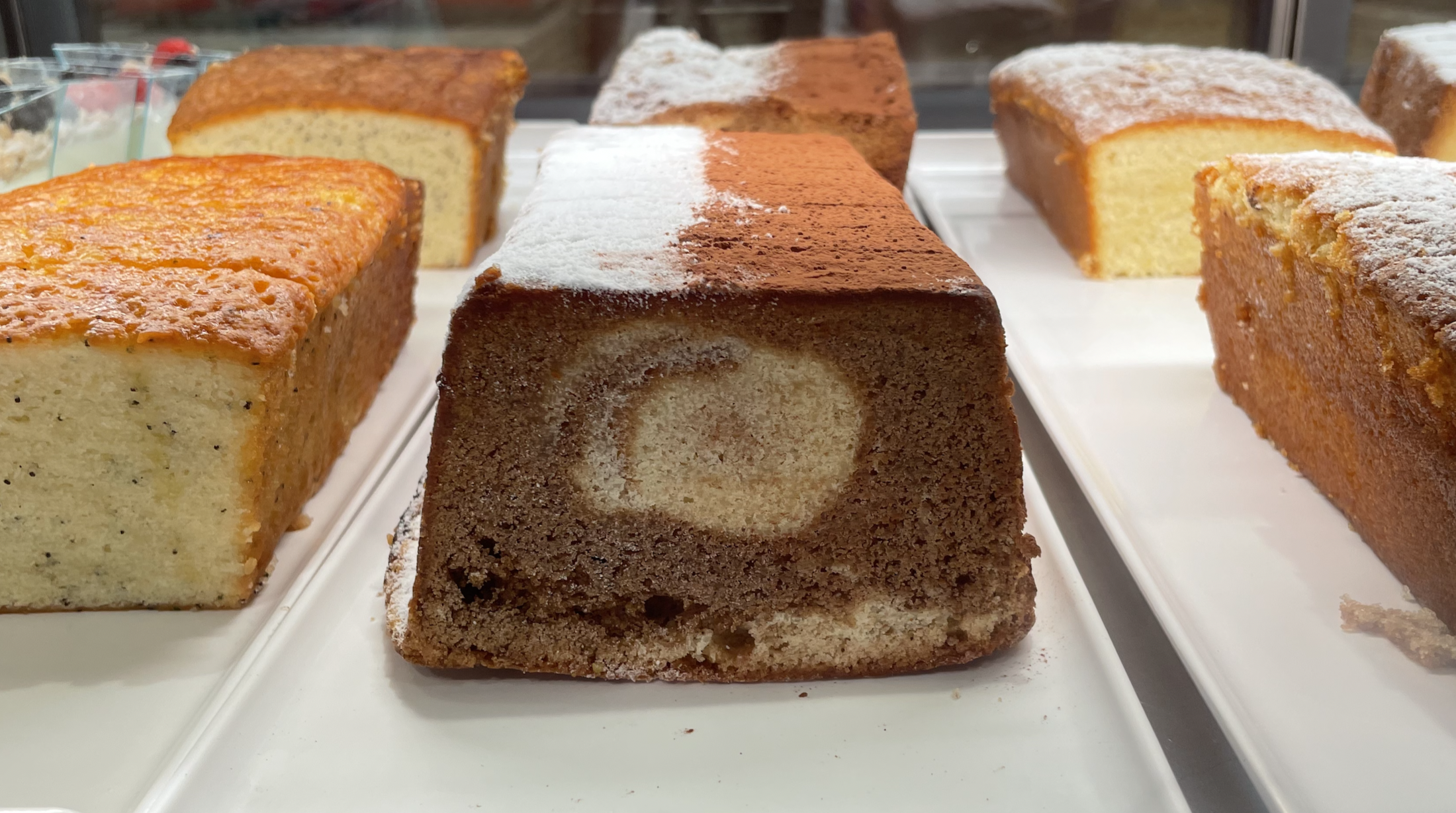
커피맛 마블 로프 케이크

마르모어는 독일어로 대리석을 뜻한다. 마블 케이크의 아이디어는 19세기 초 독일에서 시작된 것으로 보인다. 마블 케이크의 초기 버전은 구겔후프(달콤한 효모 빵)로 구성되었는데, 절반은 당밀과 향신료로 색을 입혀 어두운 색의 반죽을 만들었다. 제빵사들은 다음으로 스펀지 케이크 반죽에도 동일한 방법을 적용하기 시작했다. 20세기 라인-루르 지역에서 초콜릿을 사용하면서, 이는 이제 독일과 오스트리아 전역에서 흔한 마블 케이크 버전이 되었다.
이 케이크는 남북 전쟁 직전에 미국에 전해졌으며, 마블 케이크라는 용어는 1859년 9월 29일자 일리노이 스테이트 크로니클(디케이터)에 처음 영어로 기록되었다. 빅토리아 시대에 이 레시피의 인기 있는 변형 중 하나는 체크무늬 패턴으로 구워진 "할리퀸 케이크"였다.

## 학술적 은유로 사용
지질학 분야에서 "마블 케이크 맨틀" 모델은 "침강된 해양 암석권의 길쭉한 띠가... 대류하는 맨틀의 정상 및 전단 변형에 의해 늘어나고 얇아지며, 해양 산맥에서 재처리되거나, 센티미터 규모에서는 용해 과정에 의해 파괴된다"는 지구 이론을 지칭한다.
정치에서 마블 케이크 연방주의는 협력적 연방주의라고도 불리며, 겹 케이크 연방주의라고도 불리는 이중 연방주의와 대조적으로 정의된다. 마블 케이크의 은유는 지방, 주, 연방 정부가 상호작용하고 상호 관련된 정책 목표를 가지고 있음을 개념화하기 위한 것이다. 이 용어는 미국의 정치학자 모턴 그로드진스가 만들었다.

## 세계 기록
2019년, 영국계 미국인 텔레비전 진행자 존 올리버는 자신의 코미디 시리즈 라스트 위크 투나이트 위드 존 올리버 에피소드에서 600 ft2 (56 m2) 크기의 마블 케이크를 공개했다. 이 케이크에는 투르크메니스탄의 독재자 대통령 구르반굴리 베르디무하메도프가 경마 중 말에서 떨어지는 이미지가 그려져 있었는데, 이는 베르디무하메도프가 세계 기록을 쌓는 경향을 풍자하기 위한 것이었다. 이 케이크는 말에서 떨어지는 남자를 묘사한 가장 큰 마블 케이크로 기네스 세계 기록에 제출되었지만 거부되었다. 인증 조건 중 하나가 기네스에 대한 비방 금지 합의였는데, 여기에는 권위주의 정권과의 관계도 포함되어 있었다. 올리버는 이를 "명백히 터무니없다"고 묘사했다. 2024년 기준 기준으로, 가장 큰 마블 케이크 기네스 세계 기록은 사우디아라비아 지다에서 구워진 732-킬로그램 (1,613.78 lb), 16 m2 (170 ft2) 크기의 케이크로 "베티 크로커 중동"이 보유하고 있으며, 이는 라스트 위크 투나이트에 나온 케이크 크기의 3분의 1 미만이다.